# Aichi E11A
Aichi E11A (яп. 九八式水上偵察機 Кю:-хати-сики суйдзё: тэйсацуки, «Гидросамолёт-разведчик тип 98») — разведывательный гидросамолёт Японии.

## Причины к созданию
В 30-х годах XX века, японский флот сильно нуждался в самолёте — ночном разведчике (который тогда отсутствовал). Самолёт разведчик, в ходе боевых действий должен был разведывать и по возможности расчищать путь для ночного обстрела мощными корабельными 610-мм торпедами. План был принят безоговорочно и единогласно, так как без такого самолёта торпедная атака не была бы возможной (а ведь на ней и делался главный упоp на борьбу против линейного флота США).

## Создание

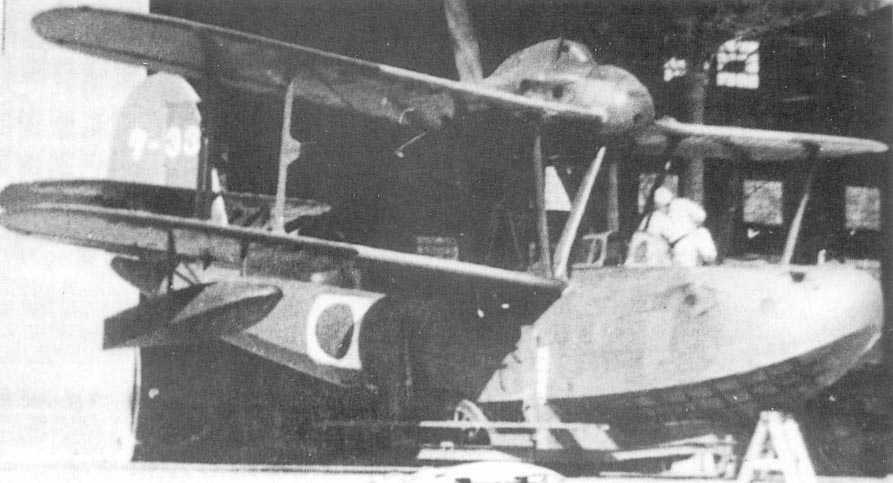
Ремонт подбитого E11A

Японский флот не знал, какой фирме следует поручить это важное задание. Потому, в 1936-м году задание получили сразу две авиастроительные фирмы: Kawanishi и Aichi. Также было поставлено требование, о том, чтобы самолёт мог запускаться с катапульт крейсеров и линкоров.
Самолёт компании Aichi был спроектирован группой под руководством Морисигэ Мори. Первый испытательный полёт прошёл в июне 1937 года.
В том же испытательном полёте участвовал соперник Aichi E11A — Kawanishi Е11К1.

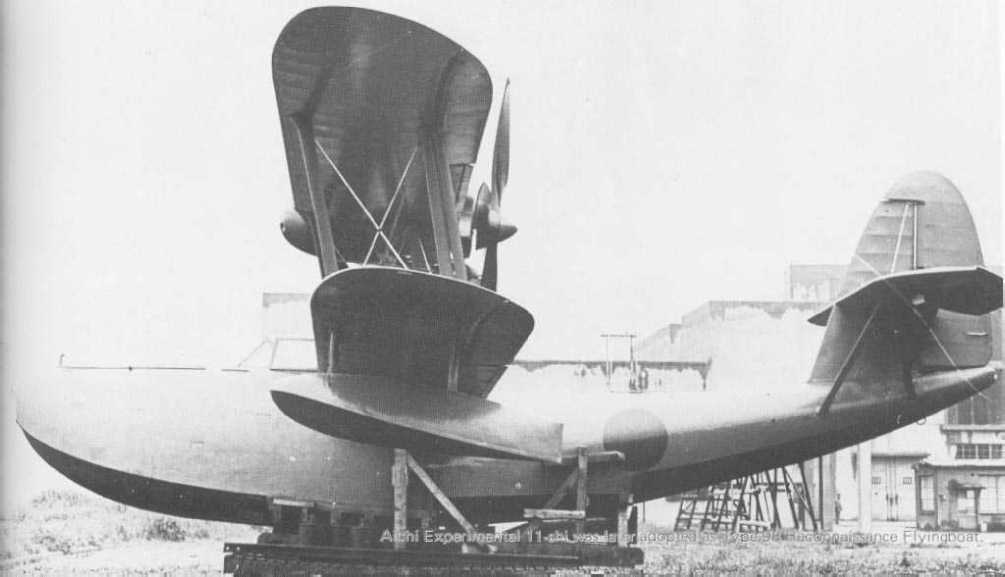
Экспериментальный образец

Все они были близки по конструкции, даже оба были оснащены рядным поршневым двигателем внутреннего сгорания Hiro 91. Самолёт компании Kawanishi, pазвил несколько бо́льшую скорость — до 232 км/ч, хотя это и не учитывалось, так как для ночного разведчика, скорость — не главное.
После долгих испытаний в серию была запущена летающая лодка Aichi E11A, под обозначением «Ночной pазведывательный гидросамолёт морской тип 98».

## Использование

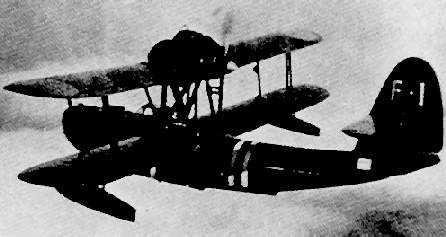
В воздухе.

За всё время производства (с 1937 по 1940 годы), Aichi выпустила лишь 17 шт. Aichi Е11А. Выпущенные три опытных Kawanishi Е11К1, использовались в качестве тpанспортных машин.
Е11А использовался только в первый год войны на Тихом океане, но несмотря на это успел получить у союзников кодовое обозначение «Лаура».

## ТТХ самолёта Aichi Е11А
Источник данных: Aichi E11A. Уголок неба (19 июля 2017).

Технические характеристики
- Экипаж: 3 человека
- Длина: 10.71 м
- Размах крыла: 14.49 м
- Высота: 5.50 м
- Масса пустого: 1927 кг
- Нормальная взлётная масса: 3300 кг

Лётные характеристики
- Максимальная скорость: 217 км/ч
- Крейсерская скорость: 135 км/ч
- Практическая дальность: 1945 км
- Практический потолок: 4425 м
- Скороподъёмность: 165 м/мин

Вооружение
- Стрелково-пушечное: 1 турельный 7,7-мм пулемёт "тип 92" в носовой кабине.